# Budenheim
Budenheim est une commune de l'arrondissement de Mayence-Bingen, dans le Land de Rhénanie-Palatinat (Allemagne).

## Généralités
Budenheim, avec environ 8 500 habitants est située sur la rive occidentale du Rhin et fait face à Walluf (dans le Land de Hesse). Sa position géographique est de 50° 01′ 00″ latitude nord et de 08° 10′ 00″ longitude est.
Le point le plus élevé se trouve à la forêt de Lenneberg est 176,8 mètres d'altitude.
Le point le moins élevé du quartier se trouve à 83 mètres, il s'agit du port de l'industrie (Chemische Fabrik Budenheim) et port de loisier.

## Communes voisines
| Eltville            | Walluf                       | Schierstein, quartier de Wiesbaden |
| Heidesheim am Rhein |                              | Mombach, quartier de Mayence       |
| Wackernheim         | Finthen, quartier de Mayence | Gonsenheim, quartier de Mayence    |

## Personnalités
- Irene Alt, adjointe professionnelle de l'arrondissement de Mayence-Bingen[1]. Depuis le 18 mai 2011, Alt et ministre de l'Intégration, de la Famille, de la Jeunesse, de l'Enfance et des Femmes dans le cabinet Beck V le gouvernement régional (Landesregierung) du Land de Rhénanie-Palatinat.

## Jumelages
- Eaubonne (France)
- Isola della Scala (Italie)
- Wiesmoor (Allemagne)
- Woltersdorf (Allemagne)